# Kondrauer Mineral- und Heilbrunnen

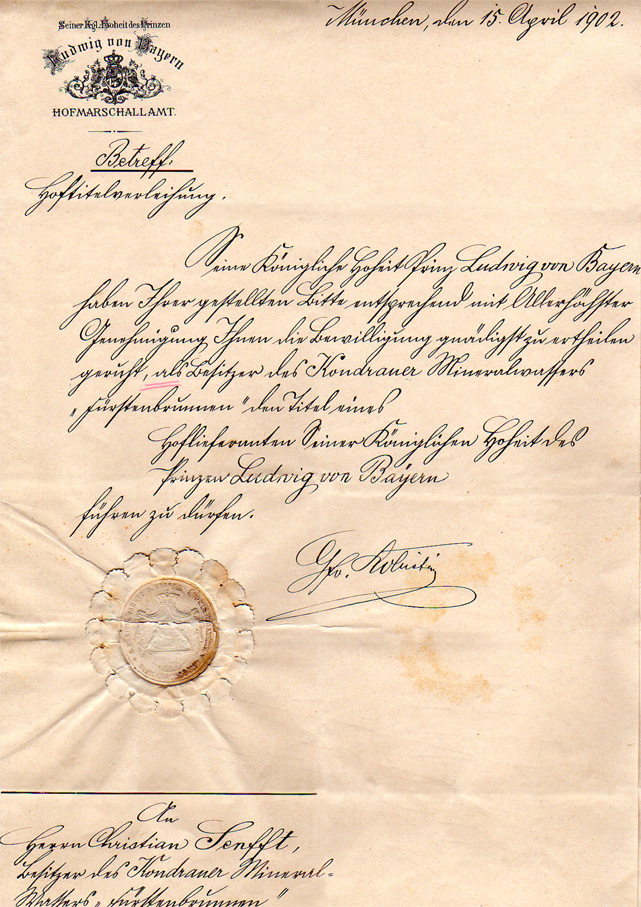
Urkunde zur Ernennung als Königlich Bayerischer Hoflieferant

Die Kondrauer Mineral- und Heilbrunnen GmbH & Co KG ist ein bayerischer Getränkehersteller mit der Hauptmarke „Kondrauer Mineralwasser“. Der Sitz des Unternehmens befindet sich in Kondrau, einer Ortschaft der Gemeinde Waldsassen im oberpfälzischen Stiftland.

## Geschichte
Erstmals erwähnt wurde eine Kondrauer Mineralquelle im Jahr 1281. Zisterziensermönche des Klosters Waldsassen schöpften dort Mineralwasser. Ab 1668 ließ Kurfürst Ferdinand Maria Kondrauer Mineralwasser an den Fürstenhof nach München transportieren. 1803 wurde die Quelle zum bayerischen Staatsbesitz, bis sie 1897 in privaten Besitz überging. Im selben Jahr wurde der Brunnenbetrieb zum königlich-bayerischen Hoflieferanten, was heute mit weiß-blauen Rauten und dem Wittelsbacher Wappen im Firmenlogo dargestellt wird. 1920 kauften der Großkaufmann und Flaschenhändler Valentin Werner und seine Frau Antonie den Brunnen. Seit 2007 sind deren Enkel, die Geschwister Ursula Klupp und Otmar Seidl, Eigentümer des Unternehmens.
Ende März 2019 verkündete Kondrauer bei einer Pressekonferenz, dass Ende 2019 die Produktion in Kondrau eingestellt werde, ab 2020 werde die komplette Produktion in Naila stattfinden. Der Unternehmenssitz, die Verwaltung, Barverkauf und Teile der Logistik würden aber in Waldsassen bestehen bleiben. Begründet wurde dieser Schritt mit hohen anstehenden Investitionen in Waldsassen und dass nicht mehr ausreichend Wasser für den Bedarf von Kondrau aus den Quellen gefördert werden könnte. Schon 1980 hatten Seidls Großeltern mit einem Partner einen weiteren Produktionsstandort in Naila gegründet, Frankenwald Mineralbrunnen-Getränke GmbH & Co. KG. „Jede der drei leistungsfähigsten Quellen dort produziert allein so viel wie alle vier Quellen in Kondrau zusammen.“ In Naila wird voraussichtlich eine Abfüllanlage aus Kondrau installiert, zudem soll der Standort modernisiert werden und eine neue Abfüllanlage angeschafft werden.

## Unternehmen
Das Unternehmen hat seinen Sitz in einem circa 200 Hektar umfassenden Heilquellenschutzgebiet. Die Abfüllung der Getränke erfolgt seit Juni 2020 vollständig am neuen Produktionsstandort Naila in Oberfranken. Der Getränkehersteller erzielt eigenen Angaben zufolge einen Umsatz „im zweistelligen Millionenbereich“ und beschäftigt ca. 100 Mitarbeiter an zwei Standorten. Alleiniger Geschäftsführer ist seit dem 1. Oktober 2020 Bernd Grohmann (vormals Raebel). 
Im Jahr 1998 baute das Unternehmen eine Abfüllanlage für PET-Flaschen in Naila-Hölle. Im Jahr 2020 verlagerte der Kondrauer Mineralbrunnen seine Produktion komplett nach Naila.

## Kondrauer Mineralwasser

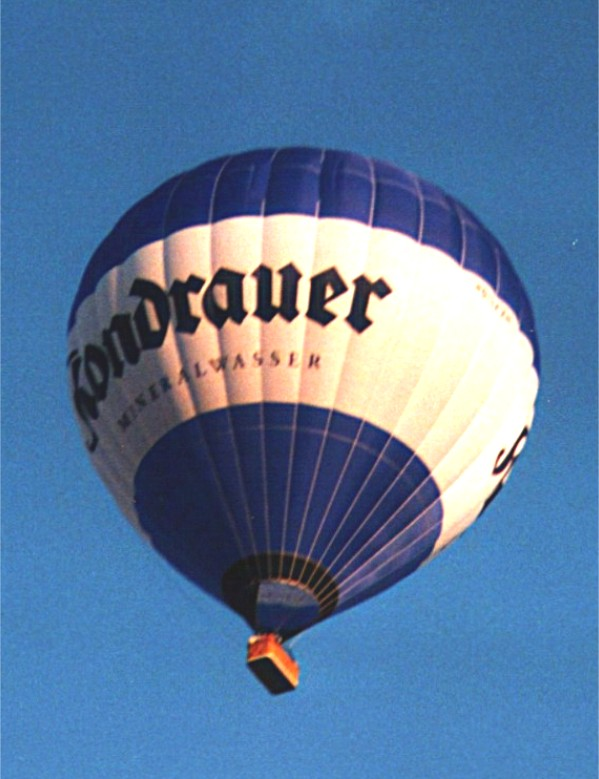
Schriftzug des alten Kondrauer-Logos auf Heißluftballon

Das Mineralwasser wird seit 2020 aus der neu erschlossenen Kondrauer Quelle in Naila in Oberfranken geschöpft. Die Beschaffenheit der Kondrauer-Quelle gilt als rein und frei von anthropogenen Einflüssen. 